# Osolińska Góra
Osolińska Góra – wzgórze, wzniesienie, położone w obrębie Wzgórz Trzebnickich, w mikroregionie Grzbietu Trzebnickiego. Znajduje się w gminie Oborniki Śląskie, w miejscowości Osolin. Jego wierzchołek położony jest na wysokości bezwzględnej wynoszącej 152,0 m n.p.m.

## Położenie i otoczenie
Osolińska Góra jest częścią Wzgórz Trzebnickich}, będących mezoregionem o identyfikatorze 318.44 (według regionalizacji fizycznogeograficznej opracowanej przez Jerzego Kondrackiego), należących do Wału Trzebnickiego (makroregion o indeksie 318.4). W ramach tych Wzgórz Trzebnickich wyróżnia się także mikroregion, obejmujący Osolińską Górę – Grzbiet Trzebnicki (mikroregion o indeksie 318.444). Wzgórze to leży w północno-zachodniej części Grzbietu Trzebnickiego.
Natomiast pod względem podziału administracyjnego wzniesienie jest położone na terenie gminy Oborniki Śląskie, w miejscowości Osolin, w obrębie ewidencyjnym Osolin. Gmina ta przynależy do powiatu Trzebnickiego w województwie dolnośląskim.
Na południe i wschód od Osolińskiej Góry w ramach Grzbietu Trzebnickiego położone jest Długie Wzgórze i Płaskowyż Lipy, na kierunku południowo-zachodnim, także jeszcze w Osolinie, kolejne wzniesienie grzbietu – Podlesiec, w kierunku wschodnim za linią kolejową wzgórze Brzeźnik i na północ od niego wzniesienie Ostrysz, a na południe od Brzeźnika kolejne wzniesienia Morzęcińska Góra i w kierunku wschodnim Barani Masyw.

## Charakterystyka
Najwyższy punkt Osolińskiej Góry osiąga wysokość bezwzględną wynoszącą 152,0 m n.p.m. (według historyczych map niemieckich jest to 152,1 m n.p.m.). Położony jest w pobliżu zabudowy znajdującej się przy ulicy kard. Stefana Wyszyńskiego. Na wschód od wzniesienia przebiega linia kolejowa, a w obszar ten stanowią użytki rolne i niewielkie zadrzewienia. W obszarze masywu Osolińskiej Góry położone są zabytki archeologiczne: ślad osadniczy, st. 25; ślad osadniczy, st. 26; ślad osadniczy, st. 27 i punkt osadniczy, st. 14.

## Nazwa
Nazwa własna – Osolińska Góra – jest nazwą urzędową. Została ustalona i ujęta w państwowym rejestrze nazw geograficznych na podstawie Zarządzenia nr 70 z dnia 30 marca 1954 r. wydanego przez Prezesa Rady Ministrów (Monitor Polski z 1954 nr 38, poz. 516). Odnosi się ona do ukształtowania terenu należącego do rodzaju wzgórza, wzniesienia. W rejestrze tym przypisano jej identyfikator: PRNG – 206507, identyfikator IIP – PL.PZGiK.320.NGRP.206507. Podaje on następujące współrzędne geograficzne punktu głównego masywu: szerokość geograficzna – 51°20'51 N, długość geograficzna – 16°51'29 E. W rejestrze tym jest ważna od 25.03.2015 r.
W czasie przynależności tego obszaru do Niemiec wzniesienie nosiło nazwę Hexe Berg.